# Aghidel
Aghidel (în rusă: Агиде́ль; în bașchiră: Ағиҙел, cu caractere latine Ağidhel; în tătară, cu alfabet chirilic Агыйдел, cu alfabet latin Ağıdel) este un oraș în Bașchiria, republică din componența Rusiei, aflat la granița cu Republica Tatarstan. Are o populație de 16.370 de locuitori (la recensământul din 2010).

## Etimologie
Numele orașului provine de la numele bașchir ar râului Belaia: „Aghidhel”, un afluent al râului Kama, orașul aflându-se lângă confluența celor două râuri.

## Istorie
A fost înființat în 1980 în jurul proiectului de construcție a primei centrale nucleare din Bașchiria, iar în 1991 a fost declarat oraș.

## Statutul administrativ și municipal
În cadrul împărțirii administrative, el este declarat oraș de importanță republicană—unitate cu același statut administrative ca și raioanele⁠(en)[traduceți]. Ca diviziune municipală, orașul este încorporat ca okrugul urban Aghidel.

## Economie
De la dezastrul de la Cernobîl, în toată Rusia construcția de noi centrale a devenit nepopulară, și s-a renunțat la planurile pentru o astfel de centrală în Bașchiria.
În septembrie 2010, guvernul regional al Bașchiriei a anunțat planuri de creare a unui parc industrial în Aghidel pentru promovarea producției de materiale de construcții.